# Saint-Gérard (Belgique)
Pour les articles homonymes, voir Saint-Gérard.
Saint-Gérard (en wallon Sint-Djuråd) est un village de Wallonie situé dans l'Entre-Sambre-et-Meuse en (Belgique). Il fait administrativement partie de la commune de Mettet (province de Namur). C'était une commune à part entière avant la fusion des communes de 1977.

## Étymologie
Le nom de Saint-Gérard trouve son origine dans la fondation de l'abbaye de Brogne (fondée en 923 par saint Gérard de Brogne. L'agglomération qui se développa progressivement autour de l'abbaye prit tout naturellement le nom de Saint-Gérard.

## Évolution démographique
- Source: DGS, 1831 à 1970=recensements population, 1976= habitants au 31 décembre

## Patrimoine et folklore

### Patrimoine architectural
- Eglise Saint-Pierre. Edifice gothique reconstruit du XVIe au XVIIIe siècle, par l'abbaye, à l'ouest sur base romane de même que d'autres murs la tour est datée à l'intérieur de 1859 au-dessus du bénitier et couronner d'une flèche d'ardoises[1].
- L'ancienne abbaye Saint-Gérard de Brogne qui est à l'origine du village. Fondée au Xe siècle par Gérard de Brogne, incorporé en 1566 à la mense éspicopal après la création du diocèse de Namur et vendu à la Révolution français[1]. Une partie des bâtiments (du XVIIIe siècle) est utilisée comme centre pour activités culturelles. Une autre est transformée en ferme. Depuis 2013, la brasserie de l’Abbaye de Brogne brasse à nouveau sur place.

- Ferme de Libenne, chemin des Fermes. Cité au début du XIVe siècle, ancienne seigneurie hautaine devenue en 1495 propriété de l'abbaye de Brogne. Quadrilatère isolé rebâti partiellement après un incendie en 1914[2].
- Ferme d'Hérende, chemin des Fermes. Cité au début du XVIIe siècle, ancienne propriété de l'abbaye de Brogne[3].
- Presbytère, Grand'Place et située au nord-est de l'église. Datant du XVIIe siècle, adjonction d'un étage au XIXe siècle[3].
- Chapelle Saint-Roch, rue Saint-Roch. Bâtisse datée du milieu du XVIIe siècle[4].
- Eglise Saint-Charles de Bossière. Edifice de style composite, bâti en 1877 par l'entrepreneur et architecte Thiran[5].
- Château de Bossière, rue de l'Eglise. Datant du début du XIXe siècle[5].
- Eglise Saint-Nicolas de Maison. Construite en 1860 en style néo-classique[6].